# Vikas Uppal
Vikas Kumar Uppal (ur. 1986 zm. 2007) – jeden z najwyższych ludzi na świecie.
Według niepotwierdzonych mógł mierzyć aż 267 cm, wydaje się to jednak mocno przesadzone, bardziej wiarygodne źródła oceniają jego wzrost na około 239–242 cm. Vikas Uppal był najwyższym obywatelem Indii. Zmarł podczas nieudanej operacji guza mózgu.